# Придорожная часовня Гайсмюле

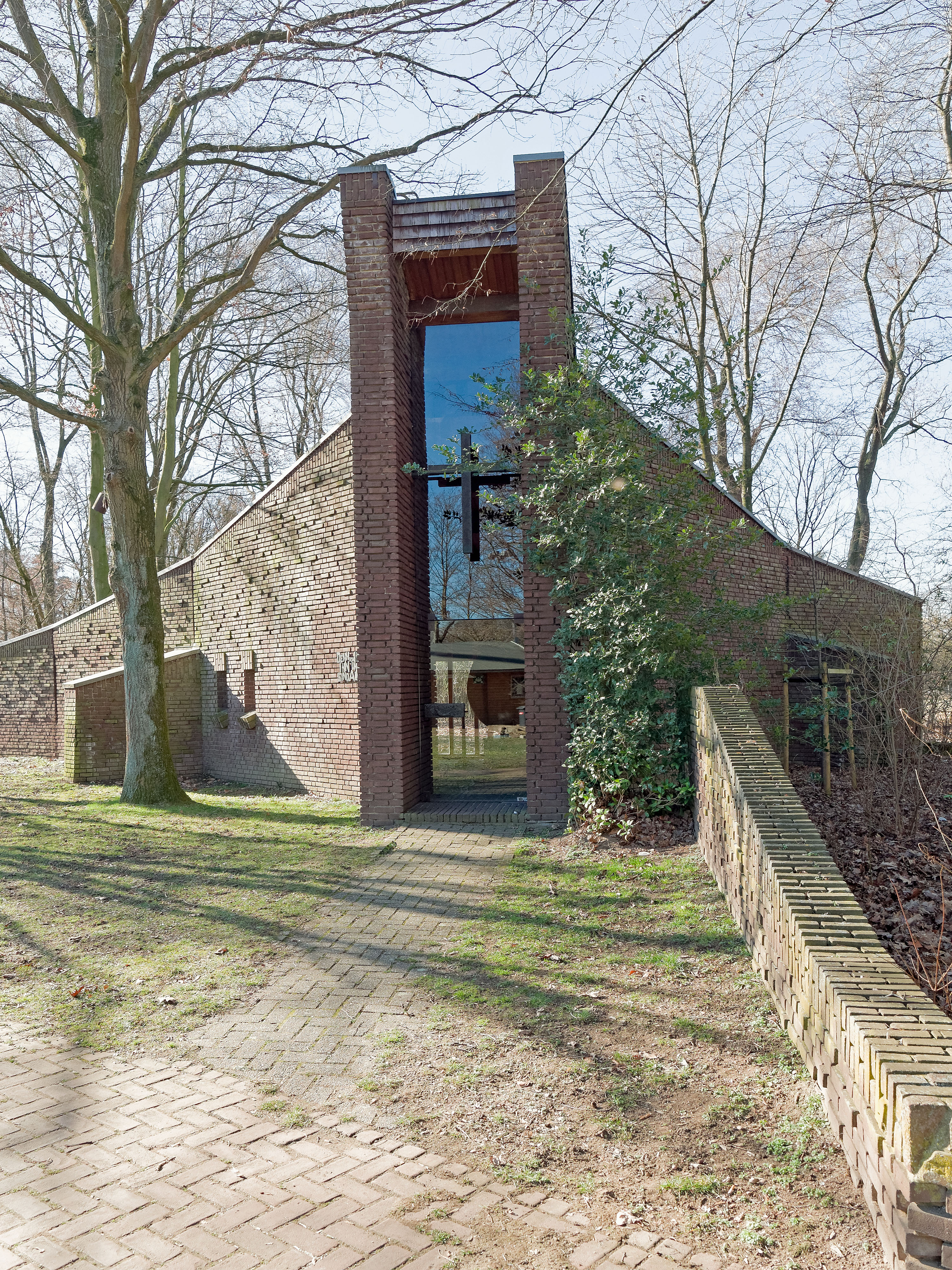
Вход

Придорожная часовня Гайсмюле (нем. Autobahnkapelle Geismühle) или Часовня мельницы Гайсмюле — экуменическая часовня находящаяся в зоне отдыха ветряной мельницы Гейсмюле к западу от федеральной автомагистрали 57 в городе Крефельд — Оппум. Религиозное здание, открытое в 1981 году, является памятником архитектуры.

## История и описание
После завершения строительства служебных помещений в Гайсмюле в 1976 и 1977 годах на рассмотрение была выставлена идея строительство небольшой часовни. Инициатором стал промышленник из Крефельда, который представил свой проект в Ассоциацию евангелических общин Крефельда и взял финансирование на себя. Крефельдский архитектор Хайн Стаппманн представил первый проект здания. После его смерти в 1977 году Людвиг Ториссен взял на себя завершение планирования. Часовня была построена в период 1980—1981 и открыта в апреле 1981 года экуменической службой. Она связана с протестантской церковью, которая из-за своего экуменического направления заключила соглашение о совместном использовании часовни с католическим регионом Крефельд перед инаугурацией.
Центральной концепцией часовни было создание комнаты, которая будет использоваться для медитации и обретения покоя; из-за расположения рядом с автомагистралью и сравнительно небольшой площади помещения (35 квадратных метров), использовать его как место поклонения не имело смысла. Соответственно, справа и слева от входа стоит всего две небольшие скамейки. Здание интегрировано в природу и ландшафт, что призвано напоминать о Творении; здание как бы незаметно расположено среди деревьев.
Часовня имеет натурально сужающуюся форму и покатую крышу. Особое внимание было уделено использованию натуральных строительных материалов из этого региона, в том числе деревянной черепицы. Поразительны работы Тео Аккерманна, продолжающего идею аллюзии к Творению. Он спроектировал не только крест, висящий на входной башне, дверные ручки, подсвечники и надпись на внешней стене, но также и круглый бронзовый диск изображающий мотивы из Книги Бытия находящийся внутри часовни.
В 2008 году придорожной часовне присвоили номер 960 и она была внесена в список памятников города Крефельда как памятник архитектуры . Часовня открыта в течение дня и имеет высокую посещаемость. В часовне есть книга пожеланий.
В 2011 году планировалось прокладывание трассы 57, чтобы расширить магистарль с четырех до шести треков. Западную зону отдыха, где находится священное здание, собирались снести; Часовню собирались сохранить, но отделить от автомагистрали шумоизоляционными барьерами. Планировалось расширить восточную зону отдыха и построить новую часовню. Этот проект был подвергнут критике со стороны церкви и владельцев здания, которые жаловались, что существующая часовня потеряет свою функцию и что новая, простая часовня на данном этапе не будет иметь смысла.